# Creoxylus poeyi
Creoxylus poeyi är en insektsart som beskrevs av Henri Saussure 1868. Creoxylus poeyi ingår i släktet Creoxylus och familjen Pseudophasmatidae. Inga underarter finns listade i Catalogue of Life.